# Cristián Muñoz
Cristián Fernando Muñoz Hoffman (ur. 1 lipca 1977 w Buenos Aires) – piłkarz argentyński grający na pozycji bramkarza w chilijskim klubie Universidad de Concepción. Nosi przydomek "El tigre".